# Герб Нижегородской области
Герб Нижегородской области — официальный символ Нижегородской области Российской Федерации, утверждён 10 сентября 1996 года. Герб не внесён Государственный геральдический регистр.

## Описание и символика
Официальное геральдическое описание герба (блазон):
Герб области представляет собой помещённое на геральдическом щите изображение идущего в серебряном поле червлёного оленя, имеющего рога с шестью отростками и чёрные копыта; геральдический щит увенчан исторической российской короной и обрамлён золотыми дубовыми листьями, соединёнными исторической андреевской лентой
Герб области имеет в основе изображение исторического герба Нижегородской губернии.

## История

Герб Нижегородской губернии 1856 года

Герб Нижегородской губернии, на основе которого создан герб области, был Высочайше утверждён 8 (20) декабря 1856 года: 
В серебряном поле червлёный идущий олень; рога о шести отростках, копыта чёрные. Щит увенчан Императорскою короною и окружён золотыми дубовыми листьями, соединёнными Андреевскою лентою.
Нижегородская область была образована 14 января 1929 года, 15 июля 1929 года стала Нижегородским краем, 7 октября 1932 года былa переименованa в Горьковский край, 5 декабря 1936 года — в Горьковскую область. В советское время область герба не имела. В 1990 году город Горький переименован в Нижний Новгород, а вскоре области было возвращено историческое имя Нижегородская.
Герб области утверждён Законом от 10 сентября 1996 года (№42-З). Закон подписали губернатор Нижегородский области Б. Е. Немцов и председатель Законодательного Собрания А. А. Козеградский. В ходе обсуждения проекта герба в качестве варианта рассматривалось изображение не Андреевской ленты, обвивающей дубовые листья, а российского флага, но данный вариант был отклонен. 
Герб области направлялся в Геральдический Совет при Президенте Российской Федерации для официальной регистрации, однако из-за несоответствий методическим рекомендациям Совета гербу было отказано в регистрации до внесения соответствующих изменений.